# Lauren Wolk
Lauren Wolk (* 28. Oktober 1956 in Baltimore) ist eine US-amerikanische Schriftstellerin.

## Leben
Lauren Wolk studierte Literatur an der Brown University und arbeitete als Redakteurin, Feuilletonistin und Lehrerin. Sie ist seit 2007 stellvertretende Leiterin des Cultural Center of Cape Cod. Sie lebt mit ihrer Familie in South Yarmouth auf der Halbinsel Cape Cod in Massachusetts.

## Werk
Wolk veröffentlichte erst 2016 ihren ersten Kinderroman Wolf Hollow. In ihrem Roman erzählt sie das moralische Dilemma eines Kindes, das Gutes tun möchte und dabei die Regeln der Regeln der Erwachsenen brechen muss. Auch in ihrem 2020 erschienenen Echo Mountain versucht die kleine Ellie, ihre Familie, Tiere und Pflanzen zu retten, und hat aber in der Wildnis einer Bergregion mit ihrer älteren Schwester Esther und ihrer Mutter zu kämpfen. Das Buch spielt im Jahr 1934 in Maine. Über den Roman hieß es, dass er „auch in der Gegenwart spielen könnte“, er handle von Verlust, Verantwortung und dem Vertrauen in Menschen, die nicht in die Norm passen, „mit einer Protagonistin, die wenig redet, dafür umso zielstrebiger handelt und dabei weiß, dass sie die Natur nicht einfach ausbeuten kann, sondern auf sie angewiesen ist zum Überleben“.

## Werke
- Those Who Favor Fire, Random House, New York (1999) ISBN 978-0-679-44849-5
- Wolf Hollow, Dutton Childrens, New York (2016) ISBN 1-101-99482-7
  - dt.: Das Jahr, in dem ich lügen lernte (2017), Carl Hanser Verlag, München ISBN 978-3-446-25494-7
- Beyond the Bright Sea (2016), Dutton Childrens, New York ISBN 978-0-552-57430-3
  - dt.: Eine Insel zwischen Himmel und Meer (2018), dtv Verlagsgesellschaft, München ISBN 978-3-423-64035-0
- Echo Mountain (2020), Dutton, New York ISBN 978-0-525-55556-8
  - dt.: Echo Mountain (2021), Carl Hanser Verlag, München ISBN 978-3-446-26959-0
- My Own Lightning (2022), Dutton Books, New York ISBN 978-0-525-55559-9

## Auszeichnungen
- Newbery Medal (Ehrenauszeichnung) (2017) für das Buch Wolf Hollow[5]
- Scott O’Dell Award for Historical Fiction (2018) für das Buch Beyond the Bright Sea[6]
- Katholischer Kinder- und Jugendbuchpreis (2018) für Das Jahr, in dem ich lügen lernte, zusammen mit der Übersetzerin Birgitt Kollmann.